# Cuba Libre (Spiel)
Cuba Libre, oder auch Cuba Libre: Castro’s Insurgency, 1957-1958, ist ein Brettspiel der Spieleautoren Jeff Grossman und Volko Runke. Es wurde 2013 im US-amerikanischen Verlag GMT Games veröffentlicht und hat die Kubanische Revolution als Thema. Das Spiel kann von bis zu vier Spielern gespielt werden und dauert etwa drei Stunden. Es wird lediglich auf Englisch vertrieben. Das Spiel ist als zweiter Teil der COIN-Serie entstanden und wird häufig wegen seiner im Vergleich zu den anderen Teilen leichteren Zugänglichkeit hervorgehoben.

## Thema und Ausstattung
Bei dem Spiel handelt sich um ein karten-gesteuertes Brettspiel, das zu der Familie der Konfliktsimulationen (Kosims) gezählt wird und bei dem die Spieler eine der vier Fraktionen im kubanischen Bürgerkrieg übernehmen. Es steht entweder die Regierung und das kriminelle Syndikat zur Auswahl, welche in Teilen zusammenarbeiten können oder die Bewegung des 26. Juli und das Directorio Revolucionario, die beide das bestehende Regime bekämpfen. Neben dem Spielbrett, das unter anderem die kubanische Insel zeigt, besteht das Spielmaterial aus folgendem:
- einem Kartendeck von 52 Karten
- 86 hell- und dunkelblauen, roten, grünen und gelben Holzsteinen
- 8 geprägten Zylindern
- 1 Bogen Counter
- 1 Play Book mit Hintergrundinformationen
- 1 Regelheft
- 5 Spielhilfen für die einzelnen Fraktionen und der Spielabrechnung
- 2 Spielhilfen für das Spielen ohne Mitspieler (Bots)
- 3 Würfel in den Farben rot, gelb und grün[1]

## Spielprinzip
Bei Cuba Libre übernimmt jeder Spieler die Rolle einer Akteurs in der kubanischen Revolution: die Regierung, das kriminelle Syndikat, die Bewegung des 26. Juli oder das Directorio Revolucionario. Es müssen alle vier Fraktionen gespielt werden. Um das Spiel mit weniger als vier Spielern spielbar zu machen, gibt es spezielle Regeln und Ablaufdiagramme, um die nicht von Mitspielern übernommenen Fraktionen automatisch handeln zu lassen.
Das Spielbrett zeigt die Insel Kuba, aufgeteilt in sieben Regionen, drei Städte und drei wirtschaftliche Zentren. Alle 13 Felder haben zu Spielbeginn eine bestimmte Anzahl an Markern, die die Truppen der jeweiligen Fraktion symbolisieren: rote Guerilleros der 26. Juli-Bewegung, gelb die Unterstützer des Directorio, grün die Hitmen des Syndikats, sowie hell- und dunkelblau für die Polizei- bzw. Militäreinheiten der Regierung.
Kennzeichnendes Merkmal aller COIN-Spiele ist die starke Asymmetrie der Fraktionen. So sind die Siegbedingungen und die Aktionsmöglichkeiten für jeden Spieler teilweise drastisch verschieden. Generell gibt es zwei Hauptfaktoren bzw. „Spielwährungen“, die für die Erfüllung der Siegbedingungen entscheidend sind:
1. Kontrolle von Gebieten (Provinzen oder Städten) mit ihrer jeweils unterschiedlichen Bevölkerungsanzahl.
2. Unterstützung/Rückhalt der jeweiligen politischen Haltung in der Bevölkerung.

Alle dritte Währung gibt es „Ressourcen“, quasi Geld, die benötigt wird, um viele der Spielaktionen ausführen („bezahlen“) zu können. Für das Syndikat gelten Ressourcen außerdem als wichtiger Teil ihrer Siegbedingung.
Die folgende Tabelle illustriert grob den asymmetrischen Charakter des Spiels:
| Fraktion              | Siegbedingung                                                                                | Verfügbare Aktionen/Operationen | Strategie (vereinfacht) |
| --------------------- | -------------------------------------------------------------------------------------------- | --- | --- |
| Regierung             | Hohe Unterstützung der Bevölkerung, vor allem in den Städten                                 | Vor allem militärisch: Truppen/Polizei ausbilden, Provinzen besetzen, Wirtschaftszentren beschützen, Rebellen aufdecken und eliminieren. Außerdem: Transport (schnelle Bewegung); Luftangriff; Mit Geld Unterstützung in der Bevölkerung aufbauen. | Am Beginn des Spiels verfügt die Regierung (historisch angelehnt) über hohen Rückhalt in der Bevölkerung, politische Unterstützung aus dem Ausland, sowie relativ viel Finanzkraft. Diesen Anfangsvorteil gilt es zu nutzen. Weiterhin muss über geschicktes Einsetzen von Polizeieinheiten die Sabotage der Wirtschaftszentren verhindert werden, so dass auch im späteren Spielverlauf genügend Ressourcen zur Verfügung stehen. So gilt es, den Hauptfeind 26. Juli möglichst klein zu halten. |
| Syndikat              | Besitz einer gewissen Anzahl von (nicht geschlossenen) Kasinos und eine bestimmte Menge Geld | Unterstützer rekrutieren; Marschieren (langsam im Vergleich zu Regierungstruppen) Außerdem: Kasinos bauen; „Profitieren“ (Geld einnehmen; Bestechen)                                                                                               | Als Handlanger der Regierung profitiert das Syndikat von staatlicher Kontrolle und möglichst wenig Unterstützung der Bevölkerung für die Rebellen. In Regionen mit diesem Umfeld baut das Syndikat Kasinos auf, lässt diese geschickt von Polizeieinheiten schützen, und baut darüber nach und nach große Finanzreserven auf, die den Spielsieg bringen können. |
| Directorio            | „Kontrolle“ eines Großteils der Bevölkerung und aktive Untergrund-Basen                      | Unterstützer rekrutieren; Marschieren (langsame Bewegung); Terrorisieren/Sabotieren; Eliminieren. Außerdem: Unterwandern (Bevölkerung mäßigen, Geld einnehmen); Hinterhalte legen; Attentat.                                                       | Die Studentenbewegung steht zwischen den Extremen und versucht, die Unterstützung der Bevölkerung weder in Richtung Regierung noch 26. Juli ausschlagen zu lassen. Regionen mit gemäßigter Unterstützung lassen sich leicht vom Directorio „erobern“ und spielen in den Zwischenwertungen („Propaganda-Phasen“) Geld in die Kasse. |
| Bewegung des 26. Juli | Hohe Unterstützung der Bevölkerung (gegen die Regierung) und aktive Untergrund-Basen         | Unterstützer rekrutieren; Marschieren (langsame Bewegung); Terrorisieren/Sabotieren; Eliminieren. Außerdem: Regierungseinheiten infiltrieren; Hinterhalte legen; Kidnapping (Geld einnehmen)                                                       | Als direkter Gegner der Regierung besteht die Strategie des 26. Juli vor allem in Terror und Sabotage. Es gilt, die Bevölkerung auf die eigene Seite zu ziehen sowie durch den Angriff auf die Wirtschaftszentren die Finanzkraft der Regierung zu schwächen. Dabei müssen die Rebellen stets bestrebt sein, unentdeckt zu bleiben, da die Regierung sonst ein leichtes hat, militärisch den Vormarsch der Bewegung zurückzudrängen.                                                              |

### Spielablauf
Ein weiteres definierendes Merkmal der COIN-Spiele ist der Rundenablauf und der Aktions-Auswahlmechanismus, der sich in gleicher oder sehr ähnlicher Form in allen Veröffentlichungen der Reihe wiederfindet.
Zentral ist das Kartendeck, das aus 48 Ereigniskarten besteht. Während des Spielaufbaus wird es in vier ungefähr gleich große Stapel aufgeteilt, in die jeweils eine sog. Propaganda-Karte eingemischt werden. Für jeden Spielzug wird eine Karte aufgedeckt. Ist es eine Propaganda-Karte, findet eine Zwischenwertung statt. Nur in diesen Zwischenwertungen ist es möglich, dass eine Fraktion, sofern sie in diesem Moment ihre Siegbedingungen erfüllt, das Spiel gewinnt. Wird hingegen eine Ereigniskarte aufgedeckt, findet ein normaler Spielzug statt.
Die Ereigniskarte bestimmt dabei die Reihenfolge, in der die Fraktionen die Möglichkeit haben, in diesem Zug aktiv zu werden oder eben nicht. Pro Zug können höchstens zwei der vier Fraktionen aktiv werden. Entscheidet sich ein Spieler, den Zug mit der eigenen Fraktion auszuführen wird die Fraktion damit automatisch für den nächsten Zug gesperrt. Da die als Nächstes zu spielende Ereigniskarte schon sichtbar ist, kann es je nach Spielsituation günstiger sein, den aktuellen Zug auszusetzen (zu passen), um sich die Ereigniskarte der kommenden Runde zu sichern.
Nimmt ein Spieler das Zugrecht wahr, kann er entscheiden, welche Aktion mit welcher „Mächtigkeit“ ausgeführt werden soll. So kann ein Ereignis der Karte gespielt werden (davon gibt es auf jeder Karte zwei, jeweils meist vorteilhaft für eine von zwei gegensätzlich agierenden Fraktionen) oder die fraktionsspezifischen Operationen (entweder vollständig oder eingeschränkt). Mit der Auswahl der Aktion bestimmt der Spieler gleichzeitig, welche Aktionen für die zweite aktiv werdende Fraktion zur Verfügung stehen werden. Je mächtiger die eigene Auswahl, desto mehr Optionen stehen dem zweiten Spieler frei.

## Entwicklung und Rezeption
Cuba Libre ist bei GMT Games erschienen. Das Spiel ist nach Andean Abyss der zweite Teil der von Volko Ruhnke erdachten COIN-Reihe (COIN = COunter-INsurgency = Aufstandsbekämpfung), die mit einer neuen Spielmechanik Elemente aus Wargames mit denen anderer Strategiespiele und Eurogames verknüpft und eine Spielreihe entwarf, bei der nicht der direkte Kampf zwischen Einheiten entscheidend ist, sondern geschicktes Taktieren und politische Entscheidungen darüber entscheiden, wer Erfolge erzielt. Cuba Libre wurde im November 2011 erstmals im verlagsinternen Crowdfunding-Projekt P500 angekündigt, noch bevor der Vorgänger Andean Abyss überhaupt ausgeliefert wurde. Jeff Grossman, ebenfalls Mitarbeiter bei GMT, schlug vor das Spielprinzip von Andean Abyss zu vereinfachen und als Setting die kubanische Revolution zu wählen. Da man sich zunächst unsicher war, ob das neuartige Spielprinzip überhaupt angenommen werden würde, der Vorgänger Andean Abyss sollte erst im Jahr darauf veröffentlicht werden, dachte man zunächst daran, das Spiel eventuell als Magazin-Spiel in minderer Qualität zu veröffentlichen, bevor man sich doch dazu entschloss ein vollwertiges Brettspiel zu entwerfen. Nach dem Erreichen der für die Produktion benötigten Anzahl an Vorbestellungen wurde das Spiel im August 2013 aus dem Projekt genommen und im September veröffentlicht. Im Jahr 2016 wurde eine zweite Auflage produziert, eine dritte ist seit 2017 ebenfalls erneut im P500-Projekt angekündigt.
Cuba Libre wurde schon im Vorfeld der Veröffentlichung erwartet und erfreut sich immer noch großer Beliebtheit. Das Spiel gilt aufgrund seines im Vergleich zu den anderen Teilen der Reihe geringen Komplexitätsgrads als zugänglichster Teil der COIN-Reihe und wird häufig für Neueinsteiger in die Reihe empfohlen. Besonders der Fokus auf asymmetrische Situationen, die aus den verschiedenen Aktionen der unterschiedlichen Fraktionen resultieren und den verschiedenen Siegbedingungen wird häufig gelobt und hervorgehoben.

## Erweiterung
Eine Erweiterung zu Cuba Libre, Resisting Revolution: A Cuba Libre Expansion, wurde 2023 angekündigt und kann im P500-Projekt beim Verlag vorbestellt werden. Ein genaueres Veröffentlichungsdatum wurde nicht genannt. Bereits einige Jahre zuvor im Juli 2015 wurde mit Invierno Cubano: Castro's Counterinsurgency, 1959-1965 eine Erweiterung vorgestellt, die die Jahre nach der Revolution behandeln und das Spielprinzip erweitern sollte. Im Herbst 2018 wurde diese Erweiterung aus Zeitgründen des Entwicklers zurückgezogen. Dieser kündigte an, die Dateien, sobald sie fertig sein sollten, frei zur Verfügung zu stellen, damit Interessierte sich die Erweiterung selbst basteln können.

## Auszeichnungen
- 2013: The Golden Elephant Award (nominiert)
- 2013: Meeples’ Choice Award (nominiert)
- 2013: Golden Geek Best Wargame (nominiert)

## Belege
1. 1 2  Viva Revolución!: A Review of ‘Cuba Libre’, Review vom 4. Januar 2014.
2. ↑  muwins.ch: MAKING OF… COIN, Interview mit Volko Ruhnke, 28. Juni 2017.
3. ↑  muwins.ch: COINSTE UNS DAS MAL ERKLÄREN?